# Dehaasia longipetiolata
Dehaasia longipetiolata är en lagerväxtart som beskrevs av Kostermans. Dehaasia longipetiolata ingår i släktet Dehaasia och familjen lagerväxter. Inga underarter finns listade i Catalogue of Life.